# CFU Club Championship 2001
Navigation
Édition précédente Édition suivante
La CFU Club Championship 2001 est la 4e édition de la CFU Club Championship. Elle met aux prises les champions des différentes nations affiliées à CFU.

## Participants
Un total de 16 équipes provenant de 11 nations. Elles appartenaient aux zones Caraïbes de la CONCACAF.
Le tableau des clubs qualifiés était le suivant :
| Nation                      | Club                            | Raison de qualification                             |
| Trinité-et-Tobago           | W Connection FC                 | Champion de Trinité-et-Tobago 2000                  |
| Trinité-et-Tobago           | Defence Force                   | Second du Championnat de Trinité-et-Tobago 2000     |
| Antilles néerlandaises      | CRKSV Jong Colombia             | Champion des Antilles néerlandaises 2000-2001       |
| Antilles néerlandaises      | SV Juventus                     | Vice-champion des Antilles néerlandaises 2000-2001  |
| Haïti                       | Racing Club Haïtien             | Champion d'Haïti 2000                               |
| Haïti                       | Roulado FC                      | Second du Championnat d'Haïti 2000                  |
| Suriname                    | SV Transvaal                    | Champion du Suriname 1999-2000                      |
| Suriname                    | Sportvereniging Nationaal Leger | Vice-champion du Suriname 1999-2000                 |
| Sainte-Lucie                | Roots Alley Ballers             | Champion de Sainte-Lucie 2000.                      |
| Sainte-Lucie                | Rovers United                   | Second du Championnat de Sainte-Lucie 2000.         |
| Saint-Christophe-et-Niévès  | Garden Hotspurs                 | Champion de Saint-Christophe-et-Niévès 2000-2001    |
| Antigua-et-Barbuda          | Empire FC                       | Champion d'Antigua-et-Barbuda 2000-2001             |
| Guyana                      | Fruta Conquerors                | Champion du Guyana 2000                             |
| Îles Vierges des États-Unis | UWS Upsetters                   | Champion des îles Vierges des États-Unis 2000-2001. |
| Îles Vierges britanniques   | HBA Panthers                    | Champion de Tortola 2000.                           |
| Martinique                  | Club franciscain                | Champion de la Martinique 2000-2001                 |

## Compétition

### Phase de qualification
L'UWS Upsetters, le Club Franciscain, le Roots Alley Ballers, le HBA Panthers et l'Empire FC ont déclaré forfait avant la première confrontation, la CFU a alors déclaré vainqueur leurs adversaires.
| Date                | Pays | Club                | Aller   | Retour  | Club                            | Pays                     | Commentaire                    |
| 29 juillet / 5 août |      | Fruta Conquerors    | 2-1     | 0-8     | W Connection FC                 |                          |                                |
| 29 juillet / 5 août |      | Rovers United       | 0-3     | 1-6     | Defence Force                   |                          |                                |
| 29 juillet / 5 août |      | SV Juventus         | 1-3     | 1-7     | Sportvereniging Nationaal Leger |                          |                                |
| 29 juillet / 5 août |      | Racing Club Haïtien | Forfait | Forfait | UWS Upsetters                   |                          | Forfait avant le premier match |
| 29 juillet / 5 août |      | Roulado FC          | Forfait | Forfait | Club Franciscain                | Drapeau de la Martinique | Forfait avant le premier match |
| 29 juillet / 5 août |      | CRKSV Jong Colombia | Forfait | Forfait | Roots Alley Ballers             |                          | Forfait avant le premier match |
| 29 juillet / 5 août |      | SV Transvaal        | Forfait | Forfait | HBA Panthers                    |                          | Forfait avant le premier match |
| 29 juillet / 5 août |      | Empire FC           | Forfait | Forfait | Garden Hotspurs                 |                          | Forfait avant le premier match |

### Phase Finale

#### Groupe A
Joué à Port-au-Prince à Haïti et le SV Transvaal a déclaré forfait avant la première confrontation.
| Date             | Pays | Club                | Score | Club                | Pays |
| 7 septembre 2001 |      | W Connection FC     | 3-1   | CRKSV Jong Colombia |      |
| 9 septembre 2001 |      | Racing Club Haïtien | 7-0   | CRKSV Jong Colombia |      |
| 11 octobre 2001  |      | Racing Club Haïtien | 0-4   | W Connection FC     |      |

| Rang | Équipe              | Pts     | J       | G       | N       | P       | Bp      | Bc      | Diff    |
| ---- | ------------------- | ------- | ------- | ------- | ------- | ------- | ------- | ------- | ------- |
| 1    | W Connection FC     | 6       | 2       | 2       | 0       | 0       | 7       | 1       | +6      |
| 2    | Racing Club Haïtien | 3       | 2       | 1       | 0       | 1       | 7       | 4       | +3      |
| 3    | CRKSV Jong Colombia | 0       | 2       | 0       | 0       | 2       | 1       | 10      | -9      |
| 4    | SV Transvaal        | Forfait | Forfait | Forfait | Forfait | Forfait | Forfait | Forfait | Forfait |

W Connection se qualifie pour la Coupe des champions de la CONCACAF 2002.

#### Groupe B
Joué à Arima en Trinité-et-Tobago et le Garden Hotspurs a déclaré forfait avant la première confrontation.
| Date         | Pays | Club                            | Score | Club                            | Pays |
| 24 août 2001 |      | Sportvereniging Nationaal Leger | 0-0   | Roulado FC                      |      |
| 26 août 2001 |      | Defence Force                   | 5-1   | Roulado FC                      |      |
| 28 août 2001 |      | Defence Force                   | 3-1   | Sportvereniging Nationaal Leger |      |

| Rang | Équipe                          | Pts     | J       | G       | N       | P       | Bp      | Bc      | Diff    |
| ---- | ------------------------------- | ------- | ------- | ------- | ------- | ------- | ------- | ------- | ------- |
| 1    | Defence Force                   | 6       | 2       | 2       | 0       | 0       | 8       | 2       | +6      |
| 2    | Sportvereniging Nationaal Leger | 1       | 2       | 0       | 1       | 1       | 1       | 3       | -2      |
| 3    | Roulado FC                      | 1       | 2       | 0       | 1       | 1       | 1       | 5       | -4      |
| 4    | Garden Hotspurs                 | Forfait | Forfait | Forfait | Forfait | Forfait | Forfait | Forfait | Forfait |

| Champion de la CFU 2001      |
| ---------------------------- |
| Drapeau de Trinité-et-Tobago |
| Defence Force Premier Titre  |

Defence Force se qualifie pour la Coupe des champions de la CONCACAF 2002.